# Moulins-la-Marche
Moulins-la-Marche là một xã thuộc tỉnh Orne trong vùng Normandie tây bắc nước Pháp. Xã này nằm ở khu vực có độ cao trung bình 227 mét trên mực nước biển.

## Huy hiệu
| Arms of Moulins-la-Marche | The arms of Moulins-la-Marche are blazoned: Azure, a windmill Or roofed gules. |